# Jeep CJ
Der Jeep CJ (oder Civilian Jeep) ist die zivile Version des bekannten Militärjeeps aus dem Zweiten Weltkrieg. Der erste CJ (der CJ-2) wurde 1944 von Willys-Overland eingeführt und als „Universal Jeep“ geführt. Seine Grundkonstruktion blieb in allen sieben Generationen über drei Konzerneltern hinweg bis 1986 erhalten. Tatsächlich gibt es sogar heute noch eine Variante des CJ, die in Lizenz hergestellt wird. Die letzten CJ-Modelle, der CJ-7 und der CJ-8, wurden 1987 durch den überarbeiteten Wrangler ersetzt. Der CJ-5 und der CJ-7 sind im Geländesport heute noch sehr beliebt, und zwar sowohl mit der originalen Stahlblechkarosserie als auch als Replika mit GFK-Teilen mit Flipp Front von Tuxedo Park.
Allen Modellen ist gemeinsam, dass sich die Windschutzscheibe mit ihrem Rahmen nach vorn klappen lässt und, sofern ab dem CJ-7 vorhanden, die Türen einfach entfernen lassen. Zur Fixierung der Windschutzscheibe sind auf der Motorhaube Zurrösen angebracht.

## CJ-1 und CJ-1A
Im Jahr 1942 testete das US-Landwirtschaftsministerium den Willys MB. Um nach dem Krieg die auslaufende Produktion des Jeep aufzufangen und die freiwerdenden Kapazitäten aufzufüllen, plante Willys, die Entwicklung eines Jeeps für den zivilen Nachkriegsmarkt.
Anfang 1944 wurde Brook Stevens vom Willys Präsident Charles Sorensen mit der Ausarbeitung von Plänen zu Fahrzeugen auf Basis des Fahrgestells des Willys MB beauftragt. Ein oder zwei Prototypen mit der Bezeichnung CJ(-1), für „Civilian Jeep“, waren im Mai desselben Jahres entstanden. Die ersten CJ wurden durch schnelle Modifikation des regulären Militär-MB hergestellt, indem eine Heckklappe, ein niedriger übersetztes Getriebe und ein ziviles Planenverdeck hinzugefügt wurden. Der erste CJ diente als Schnelltest, und als sich eine weitere Designentwicklung abzeichnete, wurde er wahrscheinlich standardmäßig zum CJ-1. Er wurde bis zum Erscheinen des CJ-2 hergestellt und war der erste Jeep, der von Grund auf für den zivilen Gebrauch gebaut wurde.
Vom CJ-1 sind keine bekannten Exemplare erhalten geblieben, auch ist nicht bekannt, wie viele gebaut wurden. Vom CJ-1A entstanden 22 Prototypen.

## CJ-2
Obwohl der CJ-2 ein ziviler Jeep war, gab es ihn nicht im freien Verkauf. Willys-Overland stellte 1944 und 1945 weniger als drei Dutzend CJ-2 als Agrijeeps her; insgesamt waren es nur 40 Stück. Der Wagen ging direkt auf die militärische Version Willys MB zurück, hatte auch den dort eingesetzten Willys Go Devil Motor, aber einem anderen Vergaser und eine andere Zündanlage, war aber von allen offensichtlich militärischen Details, besonders der Tarnbeleuchtung, befreit. Der CJ-2 wurde mit größeren Hauptscheinwerfern, einem seitlich auf der Beifahrerseite montierten Reserverad und einem gewöhnlichen Tankverschluss ausgestattet.
Die hinteren Radkästen wurden neu gestaltet, so dass die Sitze vergrößert, verbessert und nach hinten verlegt werden konnten. Es wurden neue, wetterfestere Verdeckkonstruktionen getestet. Ein Halbverdeck aus Segeltuch mit herunterrollbaren Türen war eines von mehreren Verdeckdesigns, die vor der Produktion ausprobiert wurden.
Elf CJ-2 haben bis heute überlebt.

## CJ-2A
Die Erfahrungen mit dem CJ-2 führten zur Entwicklung des ersten wirklich frei verkäuflichen zivilen Jeeps, des von 1945 bis 1949 hergestellten CJ-2A. Wie der CJ-2 und der Militärjeep hat auch der CJ-2A eine geteilte Windschutzscheibe und verwendete den bekannten 2,2 Liter (134,2 in3) Vierzylinder-Motor mit einer Bohrung von 79,4 mm und einem Hub von 111,1 mm. Er leistet 45 kW (60 hp) bei 4000 min−1, das maximale Drehmoment beträgt 142 Nm (105 lbf·ft) bei 2000 min−1, Zündfolge ist 1-3-4-2, die Verdichtung beträgt 6,5 : 1.
Die zunächst eingesetzte Lenkradschaltung wurde bereits im ersten Produktionsjahr durch die üblichere Mittelschaltung und BorgWarner-T90-Getriebe, mit einer niedrigeren Übersetzung als sein militärisches Gegenstück, ersetzt. Das lenkradgeschaltete Dreiganggetriebe hatte man eingeführt, weil man dachte, die aus dem Krieg zurückkehrenden Truppen bräuchten Veränderungen am Jeep; ironischerweise wurden viele der frühen CJ-2A aus übriggebliebenen militärischen Teilen hergestellt.
Der CJ-2A war für den Einsatz in der Landwirtschaft gedacht und hatte deshalb nur einen Fahrersitz. Ein Beifahrersitz konnte als Extra geordert werden. Außerdem konnte als Extra ein Antrieb mit Zapfenwellen an der Front und/oder dem Heck für verschiedene landwirtschaftliche Geräte wie Sägen und Mühlen sowie eine Riemenscheibe für weitere Geräte bestellt werden. Seine Fertigung begann am 17. Juli 1945 in Toledo/Ohio.
Der CJ-2A ist der erste Jeep, dessen Grill mit sieben Schlitzen ausgeführt ist. Der Willys MB hat neun Schlitze.
Der Preis startete bei 1090 USD. Verfügbare Farben waren braun, hellbraun, grau und hellblau. Bis 1949 wurden insgesamt 214.202 CJ-2A hergestellt.

## CJ-3A
Der CJ-3A wurde 1949 eingeführt und einige Monate parallel zum CJ-2A gefertigt, den er im Folgejahr ersetzte. Beide Modelle kosteten 1270 USD.
Er wird ebenfalls vom 60 hp (45 kW) starken L-134 Go-Devil-Vierzylindermotor angetrieben, der immer noch mit dem Borg-Warner T-90-Getriebe und einem Dana 18-Verteilergetriebe verbunden war. Vorn wurde eine Dana 25-Achse und hinten eine Dana 41- oder 44-Achse verwendet. Er verfügt über eine einteilige Windschutzscheibe mit Lüftungsschlitzen und Scheibenwischern an der Unterseite. Der CJ-3A hat eine verstärkte Federung (10 Blatt), um die verschiedenen landwirtschaftlichen Geräte, die für das Fahrzeug gebaut wurden, aufnehmen zu können. Ein weiterer Unterschied ist ein kürzerer hinterer Radkasten. Der Radkasten von der oberen Vorderkante bis zum hinteren Ende der Karosserie beträgt beim CJ-3A insgesamt 810 mm, beim CJ-2A hingegen 860 mm. Dadurch konnte der Fahrersitz weiter nach hinten versetzt werden und biete so mehr Beinfreiheit.
Ab 1951 wurden eine Farm Jeep- und eine Jeep Tractor-Version angeboten; letztere ist sehr einfach gehalten, nur für den Feldeinsatz geeignet und verfügte über eine Zapfwelle sowie der Möglichkeit eine hydraulische Staplergabel zu montieren. Der Farm Jeep hat eine Getriebeversion mit sechs Vorwärtsgängen, von ihm wurden 62 Fahrzeuge hergestellt. Der CJ-3A war sowohl als komplettes Fahrzeug als auch nur als Fahrgestell für individuelle Aufbauten verfügbar.
Die militärische Variante des CJ-3A ist der Willys MC bzw. M38 mit dem stärkeren Hurricane-Motor und 24 V-Bordnetz sowie mehr Bodenfreiheit.
Bis 1953 wurden 131.843 Jeeps vom Typ CJ-3A gefertigt.
Auf Basis des CJ-3A wurde ab 1956 eine geschlossene Version als Servicewagen DJ-3A „Dispatcher“ mit Hinterradantrieb angeboten.

## CJ-4
Nur ein einziger CJ-4, auch „X-151“ genannt, wurde 1951 als Versuchsfahrzeug gebaut. Er hatte den neuen Willys-Hurricane-Motor und einen Radstand von 2057 mm. Die Konstruktion des CJ-4 stand zwischen der des CJ-3B mit seiner hochaufragenden Motorhaube und der des späteren CJ-5 mit seinen runderen Linien. Das Modell fiel aber bei der Geschäftsleitung durch, und das einzige Fahrzeug wurde vermutlich an einen Werksangehörigen verkauft.
Der CJ-4 bot Erkenntnisse bei der Entwicklung des M38-A1 bzw. MD u. a. bei der Verwendung eines wasserdichten Hurricane-Motor für das Militär. Es gibt Hinweise darauf, dass abgeleitete Prototypen mit den Bezeichnungen CJ-4M und CJ-4MA (XM170) ebenfalls ernsthaft als Vorläufer der Militärjeeps M38-A1 und M170 von 1951 in Betracht gezogen wurden. Obwohl der CJ-4M-Prototyp möglicherweise nicht tatsächlich gebaut wurde, tauchte 2005 der Prototyp eines Krankenwagens mit gestrecktem Radstand und der Kennzeichnung „CJ-4MA-01“ auf.

## CJ-3B
Der CJ-3B ersetzte 1953 den CJ-3A genau in dem Jahr, als Willys-Overland sein 50-jähriges Bestehen feierte und an Kaiser verkauft wurde. Als Folge wurde das Unternehmen in Willys Motor Inc. umbenannt.
Der Wagen hat einen höheren Kühlergrill und eine höhere Motorhaube, um den neuen Willys-Hurrican-Motor mit 70 hp (ca. 52 kW) bei gleichem Hubraum unterzubringen.
Ein Viergang-Schaltgetriebe wurde ab 1963 gegen einen Aufpreis von 194 USD angeboten und die Motoren wurden überarbeitet, so leistet der Hurricane 72 hp (56 kW) im CJ-3B. Ebenfalls ab 1963 war ein Fiberglas-Hardtop verfügbar. Der CJ-3B erhielt 1965 die Modellnummer 8105 von Jeep. Vom CJ-3B wurden bis 1968 genau 155.494 Stück in den USA gebaut.

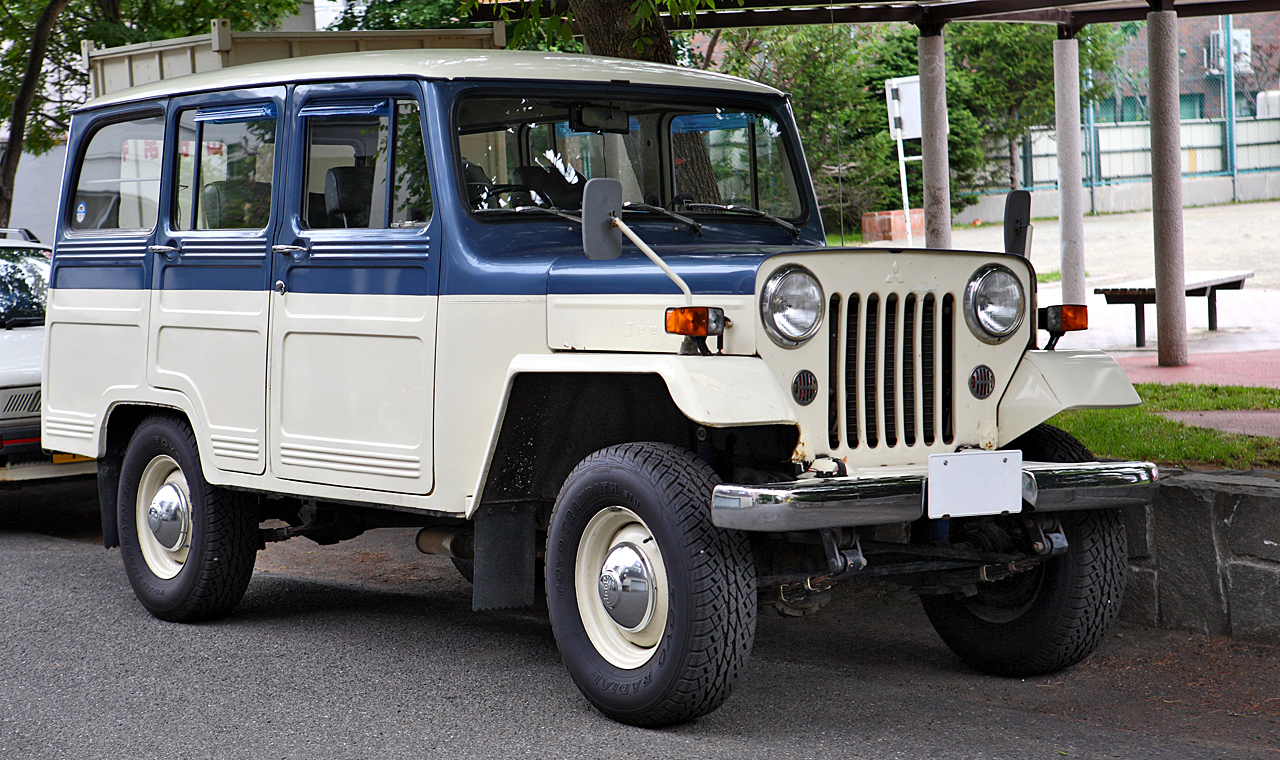
Mitsubishi Jeep CJ-3B (1953–1998), hier Station Wagon

Da die Konstruktion an verschiedene ausländische Hersteller in Lizenz vergeben worden war, beispielsweise Mitsubishi in Japan und Mahindra in Indien, sind insgesamt über 196.000 Fahrzeuge des Typs gefertigt worden. Mitsubishi stellte den Verkauf von Fahrzeugen auf Basis des CJ-3B 1998 ein, aber Mahindra baute die Jeeps bis 2010 (mit einem Dieselmotor von Peugeot).
Der CJ-3B wurde zum Militärjeep M606 weiterentwickelt (der bis 1968 hauptsächlich für den Export verwendet wurde), indem er mit handelsüblichen Schwerlastoptionen wie größeren Reifen und Federn ausgestattet wurde, sowie mit Verdunklungsbeleuchtung, olivgrüner Farbe und einer Anhängerkupplung. Die Lieferungen der militarisierten Version M606 des Jeep CJ-3B, die im Rahmen des Mutual Defense Assistance Program (Programm zur gegenseitigen Verteidigungshilfe) für militärische Zwecke exportiert wurden, machten in den 1960er Jahren einen erheblichen Anteil der begrenzten CJ-3B-Produktion aus.

## CJ-5
Der CJ-5, ab 1954 verfügbar, wurde vom neuen Konzerneigner Kaiser und von der neuen militärischen Version M38-A1 für den Koreakrieg geprägt. Eigentlich wollte man den CJ-3B ersetzen, aber das Modell blieb in Produktion. Auch der CJ-5 wurde drei Jahrzehnte lang hergestellt, obwohl in dieser Zeit drei neuere Varianten erschienen. Von 1954 bis 1983 entstanden 603.303 CJ-5.
Er hat einen auf 2057 mm verlängerten Radstand, ein besseres Interior und abgerundete Kotflügel. Er war rund 100 USD teurer als der CJ-3B. An zusätzlichen Geräten kann ein Gabelstapleranbau, ein Pfahlbohrer und Grabenbagger sowie ein Schneepflug und weiteres montiert werden. Der 2,2 Liter (134,2 in3) Vierzylinder leistet 70 hp (ca. 52 kW) bei 4000 min−1. Er konnte mit fünf verschiedenen Metall- und Stoffverdeckvarianten bestellt werden. Zur Wahl standen acht Außenfarben. Als Extra waren verchromte Stoßstangen vorn und hinten verfügbar sowie verchromte Radkappen.

Ab 1958 hatten alle Jeep-Fahrzeuge ein 12 V-Bordnetz. Von 1961 bis 1965 war für den CJ-5 optional der in Großbritannien hergestellte Perkins 3,15 Liter (192 in3) 4-Zylinder-Dieselmotor mit 62 hp (46 kW) bei 3000 min−1 erhältlich.

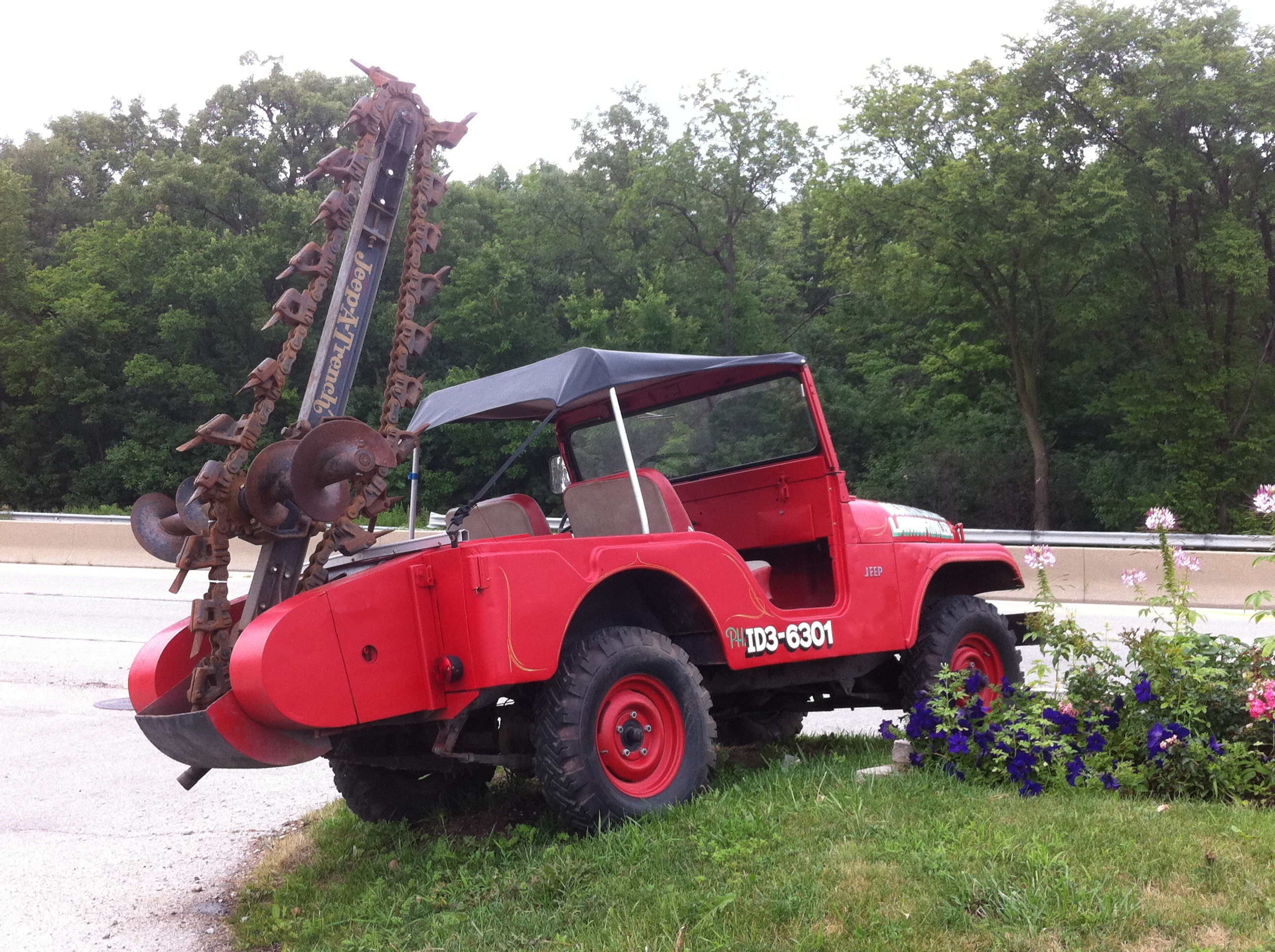
CJ-5 Grabenbagger

1963 war ein Jahr mit vielen Änderungen und Ergänzungen. So wurden die Motoren überarbeitet. Der im CJ-5 verfügbare Hurricane leistet 75 hp (56 kW), ein Viergang-Schaltgetriebe wurde gegen einen Aufpreis angeboten. Ebenfalls war ab 1963 ein Fiberglas-Hardtop verfügbar, weiter Warn- oder Cutlass-Freilaufnaben sowie Ramsey- oder Koenig-Seilwinden für Front-, Heck- oder Bodenmontage. Im Jahr 1965 wurden die CJ-Modelle, wie alle anderen, mit Jeep internen Modellnummern bezeichnet. Der CJ-5 erhielt die Modellnummer 8305. Zudem kaufte Kaiser die Rechte an der Konstruktion des Buick-V6-Dauntless-OHV-Motors mit 3687 cm3 (225 in3) Hubraum. So bekamen der CJ-5 und der CJ-6 ab 1966 ebenfalls diesen neuen Motor mit 116 kW (155 hp) Leistung bei 4400 min−1 und mit einer Verdichtung von 9 : 1, der den alten Willys-Hurricane-Motor ersetzte. Ab 1967 wurde der Motor mit 119 kW (160 hp) angegeben.

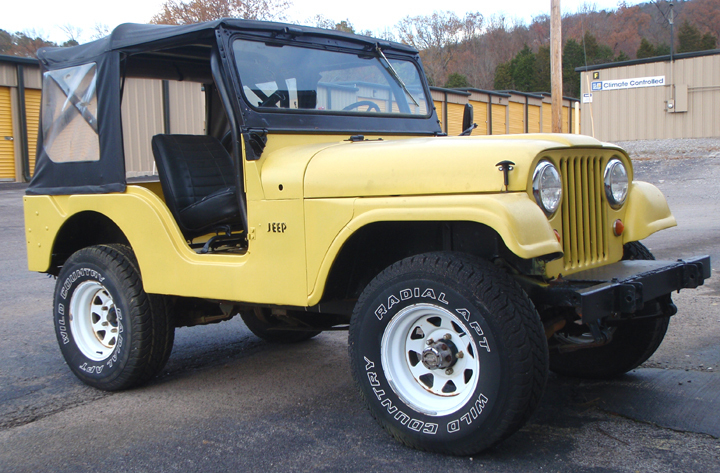
CJ-5 mit Stoffverdeck bis 1968

 Auf Grund gesetzlicher Forderungen erhielt der CJ-5 ab 1969 Seitenmarkierungsleuchten. Vorn wurden diese an der Motorhaube kurz hinter dem Verriegelungshaken montiert, am Heck kurz unter der Karosserieoberkante vor dem Fahrzeugende.
1969–1970 wurde von Tuxedo Park wahlweise ein Steel-Body sowie ein GFK-Body angeboten.
1970 wurde das Unternehmen Kaiser-Jeep von der American Motors Corporation gekauft und in Jeep Corporation umbenannt. Auf Grund von Forderungen zu höherem Unfallschutz war ab 1970 auch ein Überrollbügel bestellbar.
Die 1969 eingeführten Seitenmarkierungsleuchten wurden mit dem Modelljahr 1971 an die Seitenkante der vorderen Kotflügel und am Heck weiter nach unten gesetzt.

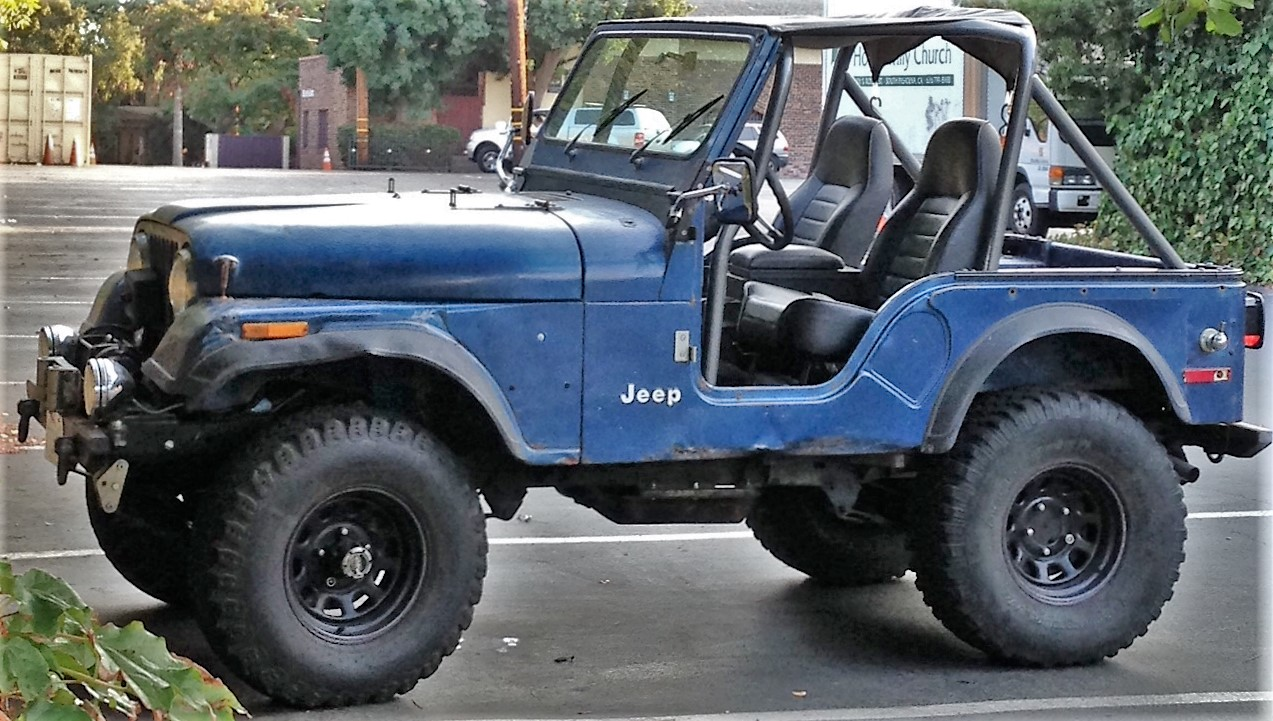
CJ-5 mit Seitenmarkierungsleuchten ab 1971

Das Jahr 1972 brachte für die CJ-Modelle eine umfangreiche Weiterentwicklung. Ab dem Modelljahr 1972 wurde der Buick-Motor nicht mehr angeboten. General Motors Buick-Division kaufte Anfang der 1970er-Jahre die Werkzeuge für diesen Motor zurück, der dann als Antriebsquelle für verschiedene GM-Fahrzeuge diente. AMC verwendete seine eigenen Reihensechszylindermotoren mit 3802 cm3 (232 in3) und einer Leistung von 145 hp sowie 4228 cm3 (258 in3) Hubraum mit 110 hp (die Leistungsangaben erscheinen widersprüchlich, dies ist jedoch auf die teilweise parallel ab 1972 verwendeten SAE-Brutto- und Netto-Leistungsangaben zurückzuführen), die Vierzylinder wurden nicht mehr angeboten.
AMC positionierte die Marke Jeep und insbesondere die CJ-Modellreihe in eine sportliche Richtung. Geräte und Technik waren jedoch weiter verfügbar. Zum Ausdruck wurde dies zum einen durch die Renegade-Editionen gebracht, aber auch durch den ab 1972 verfügbaren V8-Motor mit 4982 cm3 (304 in3) mit 150 net-hp. Die Fahrzeuglänge wuchs um fast 260 mm, der Radstand von bisher 2057 mm auf 2121 mm. Unter anderem, um für die neuen AMC-Reihensechszylinder Platz zu schaffen, wurden die vorderen Kotflügel und die Motorhaube um 121 mm verlängert. Ein neuer Rahmen mit sechs Querträgern sorgt für mehr Steifigkeit, außerdem wurde ein größerer Kraftstofftank eingebaut, der von unter dem Fahrersitz nach hinten zwischen die Rahmenträger verlegt wurde. Dazu gab es einige kleine Veränderungen am Antrieb. Statt der Heckklappe konnte auf Wunsch eine Hecktür bestellt werden und das, sofern vorhandene, an der Beifahrerseite montierte Ersatzrad wurde an dieser angebracht. Erstmals war eine Servolenkung und Bremskraftverstärker beim CJ verfügbar.
1973 änderten sich die Modellnummern abermals der CJ-5 Standard und Renegade nannten sich beide 83. Das Instrumentenpanel wurde überarbeitet, die Anzeigen sind besser ablesbar. Ein Tankschutz gehörte zur Serie. Außerdem gab es nur im Jahr 1973 eine Super Jeep genannte Edition mit extra Streifen, breiteren Reifen und dem 4,2 Liter als Standard sowie Kotflügelverbreiterungen und Chromstoßstangen. Ab 1974 leistet der 3,8 Liter (232 in3) Motor 100 net-hp bei 3600 min−1. Ein vom Händler eingebautes Radio war ab 1973 erhältlich, welches ab 1975 wasserdicht war, eine Klimaanlage wurde 1975 über den Händler angeboten, ab 1977 war sie ab Werk bestellbar. Elektronische, unterbrecherlose Verteiler ersetzten die Delco-Verteiler für die gesamte Motorenpalette, die Modelle mit dem 304 in3 V8 wurden mit einem Katalysator ausgestattet. Ebenfalls ab 1975 wurde der bisher schwarze Windschutzscheibenrahmen in Wagenfarbe lackiert. Als Extra gab es einen ausschwenkbaren Ersatzradträger.
Im Jahre 1976 wurden Führerhaus und Rahmen etwas verändert. Der Rahmen wurde von einem teilweise offenen Kanal/Kastenrahmen mit genieteten Querträgern zu einem weitgehend geschlossenen kastenförmigen Rahmen mit geschweißten Querträgern, um die Stabilität zu verbessern. Aus gleichem Grund wurden auch die Blattfedern verlängert. Auch der Windschutzscheibenrahmen veränderte sich, wodurch die Karosserien des 1955–1975 Modells nicht auf einen Rahmen der Baujahre 1976–1983 passen und umgekehrt. Auch die Hinterachse wurde 1976 von einer Dana 44 auf das von AMC hergestellte Modell 20 umgestellt, das einen größeren Zahnkranzdurchmesser hat, aber eine zweiteilige Achswelle/Nabe anstelle der einteiligen Dana-Konstruktion verwendet.
Für das Jahr 1977 wurde der Rahmen erneut modifiziert und zu einer komplett geschlossenen Einheit umgebaut. Scheibenbremsen und das Golden Eagle-Paket (mit Drehzahlmesser und Uhr) waren neue Optionen. Im Jahr 1979 wurde der 4,2 Liter Reihensechszylinder zum Standardmotor, der mit einem Carter BBD-Doppelvergaser ausgestattet war.
Von 1980 bis 1983 war der CJ-5 serienmäßig mit einer Hurricane-Version des GM Iron Duke Reihenmotors und einem SR4-Viergang-Schaltgetriebe mit enger Übersetzung ausgestattet. Der AMC-Reihen-6-Motor mit 4,2 Liter war weiterhin als Option erhältlich, aber das Getriebe wurde von einem Tremec T-150 Dreiganggetriebe auf ein Tremec T-176 Vierganggetriebe mit enger Übersetzung umgestellt. Die Dana 30-Vorderachse wurde beibehalten, aber die Naben wurden mit fünf statt wie bisher mit sechs Bolzen befestigt. Ab 1981 hatte er die Modellnummer 85. Als die Produktion des CJ-5 im Jahr 1983 eingestellt wurde, kostete er 7515 USD. Zum Produktionsbeginn 1954 startete er mit einem Preis von 1476 USD.

### Sondermodelle
Folgende Sondermodelle wurden vom CJ-5 gebaut:
- 1961–1963 Tuxedo Park Mark III
- 1965 Tuxedo Park Mark IV
- 1969 Camper
- 1969 462
- 1969–1970 Umbau als Tuxedo Park Mark IV mit GM-BigBlock 427 in3 und mit dem Quadra-Trac-Verteilergetriebe in Verbindung mit dem TH400-Automatikgetriebe von GM
- 1970 Renegade I: ausgestattet mit Überrollbügel, V6-Motor, anderen Farbvarianten und Zierstreifen und breiteren Rädern
- 1971 Renegade II: ausgestattet wie die 1970 Edition zusätzlich mit Aluminiumrädern
- 1972–1983 Renegade-Modelle – mit 4981-cm³-V8-Motor, Leichtmetallrädern und Sperrdifferential
- 1973 Super Jeep: Streifen, breitere Reifen, Chromstoßstangen und 4,2 Liter sowie Kotflügelverbreiterungen
- 1977–1983 Golden Eagle
- 1979 25th Silver Anniversary: Limitiertes Modell mit ausschließlich silberner Lackierung, Chromrädern, speziellen Sitzen und Emblemen am Instrumententräger

### Lizenzmodelle
Im Iran wurde das Modell ab 1959 bis 1974 als erstes iranisches Pkw-Modell von der Jeep Trading montiert und ist dort unter dem Namen Jeep Shahbaz bekannt. Es gab ihn sowohl mit Softtop als auch mit Hardtop.

## CJ-6
Der CJ-6 basiert auf der 1953 eingeführten Militärversion des M170 und ist einfach eine um 508 mm verlängerte Version (Radstand: 2565 mm) des CJ-5. Das verlängerte Fahrgestell ermöglichte eine Vielzahl von Konfigurationen, einschließlich des Einbaus einer zweiten Sitzreihe. Mit der Sitzkonfiguration von zwei seitlich gegenüberliegenden Sitzreihen können bis zu acht Personen befördert werden. Der 2,2 Liter (134,2 in3) Vierzylinder leistet, bei einer 7,4 : 1-Verdichtung 72 hp (ca. 54 kW) bei 4000 min−1. Von 1961 bis 1965 war auch für den CJ-6 optional der in Großbritannien hergestellte Perkins 3,15 Liter (192 in3) 4-Zylinder-Dieselmotor mit 62 hp (46 kW) bei 3000 min−1 erhältlich. 1963 wurden Motoren überarbeitet, so leistet der Hurricane 72 hp (56 kW) wie im CJ-3B.
Er wurde 1955 als „Modell 1956“ eingeführt, war aber in den USA nicht sehr beliebt. Die meisten CJ-6 wurden nach Schweden und Südamerika verkauft. Der United States Forest Service beschaffte einige CJ-6. Der frühere US-Präsident Ronald Reagan besaß einen CJ-6, Jahrgang 1962, den er auf seiner Ranch in Kalifornien einsetzte.
Im Jahre 1965 erhielt der CJ-J6 die Jeep interne Modellnummer 8405.
Der Buick-V6-Dauntless-OHV-Motors mit 3687 cm3 (225 in3) Hubraum und 116 kW (155 hp) Leistung bei 4400 min−1 wurde ab 1966 ebenfalls im CJ-6 angeboten. Ab 1967 wurde der Motor mit 119 kW (160 hp) angegeben.
Auf Grund gesetzlicher Forderungen erhielt der CJ-6 ab 1969 wie der CJ-5 Seitenmarkierungsleuchten.
Wie beim CJ-5 war der CJ-& mit AMCs eigenen Reihensechszylindermotoren mit 3802 cm3 (232 in3) bei einer Leistung von 145 hp und 4228 cm3 (258 in3) Hubraum mit einer Leistung von 110 hp verfügbar, auch hier wurden die Vierzylinder nicht mehr angeboten. Der Radstand wuchs von bisher 2565 mm auf 2629 mm. Die Änderungen an der Karosserie, wie die als Wunsch verfügbare Hecktür und andere waren analog zum CJ-5. Erstmals war eine Servolenkung und Bremskraftverstärker beim CJ verfügbar.
Wie beim CJ-5 gab es ab 1965 einen V6-Motor und ab 1972 einen V8-Motor (AMC) und einen V8 1969–1970 (GM). 1973 änderten sich die Modellnummern abermals, der CJ-6 nannte sich jetzt 84.
1976 wurde mit der Einführung des CJ-7 der Verkauf in den USA eingestellt. Als die Serie 1981 aus dem Programm genommen wurde, waren nur 50.172 Stück entstanden.

## CJ-5A und CJ-6A
Von 1964 bis 1968 machte Kaiser aus der Ausstattungsvariante Tuxedo Park eigene Modelle, den CJ-5A und den CJ-6A. Einen Tuxedo Park Mark III erkennt man an einem anderen Vorsatz der Fahrgestellnummer.
Waren die bisherigen Modelle CJ-5 und CJ-6 vornehmlich für den gewerblichen Einsatz konzipiert, so waren die „A“-Modelle vorrangig für Privatpersonen gedacht, die Spaß mit den Fahrzeugen haben wollten. Jeep bezeichnete die Tuxedo Park-Varianten sogar als Sportwagen. Die Fahrzeuge verfügen über eine hochwertigere Innenausstattung mit besseren Postern und Stoffen sowie Fußmatten. Sie haben gepolsterte Radkasten sowie Haltegriffe für den Beifahrer. Die Motorhaube bekam verchromte Halter und Windschutzscheibenscharniere. Farblich abgestimmte Stoffverdecke und Radkappen sind Teil des Looks.
Die Modelle kosteten rund 100 USD mehr als ihre Serienpendants.
Wie alle anderen CJs wurden auch diese beiden Modelle 1965 mit den Jeep internen Nummern bezeichnet. Der CJ-5A erhielt die Modellnummer 8322, der CJ-6A die Nummer 8422.

## CJ-7
Der CJ-7 ist länger und hat einen größeren Radstand als der CJ-5. Optisch fällt der deutlich größere Türausschnitt auf, um ein komfortableres Ein- und Aussteigen zu ermöglichen, der Innenraum und der Stauraum hinter den Sitzen ist ebenfalls größer. Der Rahmen ist deutlich stärker als der vom CJ-5 und enthält eine Schutzplatte für Motor und Getriebe. Er wurde 1976 eingeführt und hatte bis 1981 die Modellnummer 93, ab 1982 die Nummer 87. Sein Listenpreis startete bei 4299 USD. In elf Produktionsjahren entstanden 379.299 Stück, die im letzten Modelljahr 7500 USD kosteten.
Anfangs verfügbare Motoren waren die aus dem CJ-5 bekannten AMC-Reihensechszylindermotoren mit 3802 cm3 (232 in3) Hubraum und 100 net-hp, der nur bis 1978 angeboten wurde, der 4228 cm3 (258 in3) Motor mit einer Leistung von 110 net-hp, ab 1977 mit Doppelvergaser und ab 1979 als Standardmotorisierung, sowie der V8-Motor mit 4982 cm3 (304 in3) und 150 net-hp. Ab 1980 wurde die Reihe um den Iron Duke genannten 4-Zylinder-Reihenmotor von GM mit 2,5 Liter (151 in3) Hubraum ergänzt, der zum Standard wurde. Der Motor hat eine Bohrung von 101,6 mm (4″) und einen Hub von 76,2 mm (3″) leistet 82 net-hp bei einer Verdichtung von 8,2 : 1 und war mit einem Doppelvergaser ausgestattet.

1981 wurde der 4,2 Liter-Motor leicht überarbeitet. Die Materialstärke des Blocke wurde reduziert und die Ventildeckel aus Kunststoff ausgeführt. Dies sparte 45 kg am Motorgewicht. Das Automatikgetriebe des Sechszylinders bekam eine Wandler-Überbrückungskupplung. Außerdem wurde ein Lenkungsdämpfer und ein Frontstabilisator eingesetzt. Ab 1983 änderte sich die Leistung der Motoren wieder etwas, der 2,5 Liter leistet 92 net-hp. 1984 kam ein neuer AMC 4-Zylinder ins Programm und ersetzte den Iron Duke von GM. Der neue hat einen Hubraum von 2464 cm3 (150,4 in3) und leistet 86 net-hp bei 3650 min−1. Bohrung und Hub betragen 98,425 mm (3,875″) × 80,975 mm (3,188″). Der CJ-7 war ab 1984 mit Reifen im Format P205/75 R15 bestückt.

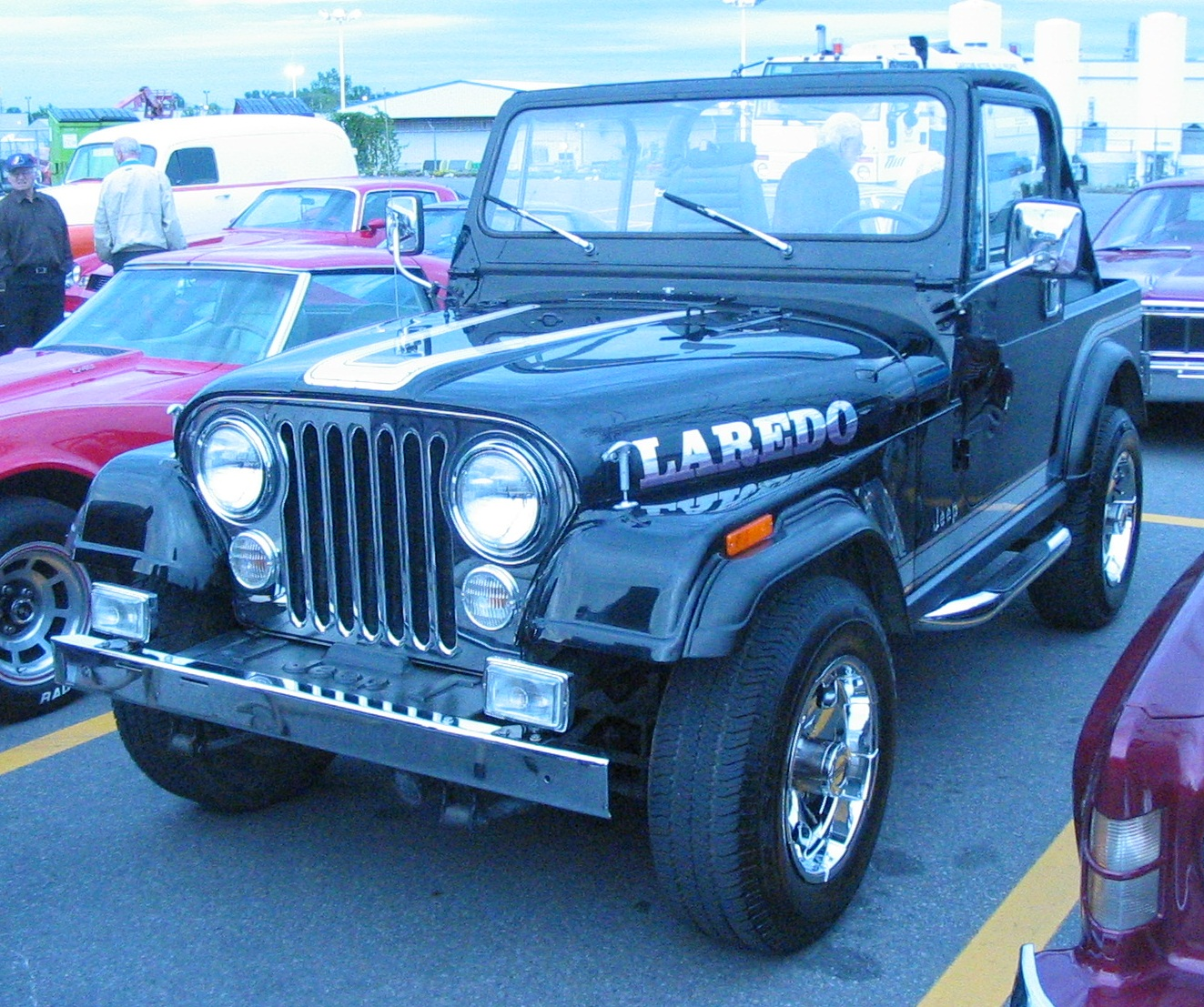
CJ-7 Laredo

Der CJ-7 wurde mit dem neuen automatischen Allradantrieb Quadra-Trac, der aber nicht gerade für seine Stärke bekannt ist, und einem zweistufigen Vorgelege angeboten. Das Quadra-Trac-Verteilergetriebe war nur in Verbindung mit dem TH400-Automatikgetriebe von GM bestellbar. Es gab auf Wunsch ein Sperrdifferential an der Hinterachse. Die Übersetzung betrug üblicherweise 3,54, wurde später aber auf 2,73 herabgesetzt. Von 1976 bis 1980 war der CJ-7 mit einem Dana 20-Verteilergetriebe, einer Dana 30-Vorderachse (27- oder 31-Verzahnungen/Spline) und einer AMC 20-Hinterachse mit 29-Verzahnungen ausgestattet. Alle CJ-7 ab 1980 wurden mit dem Verteilergetriebe Dana 300 geliefert.

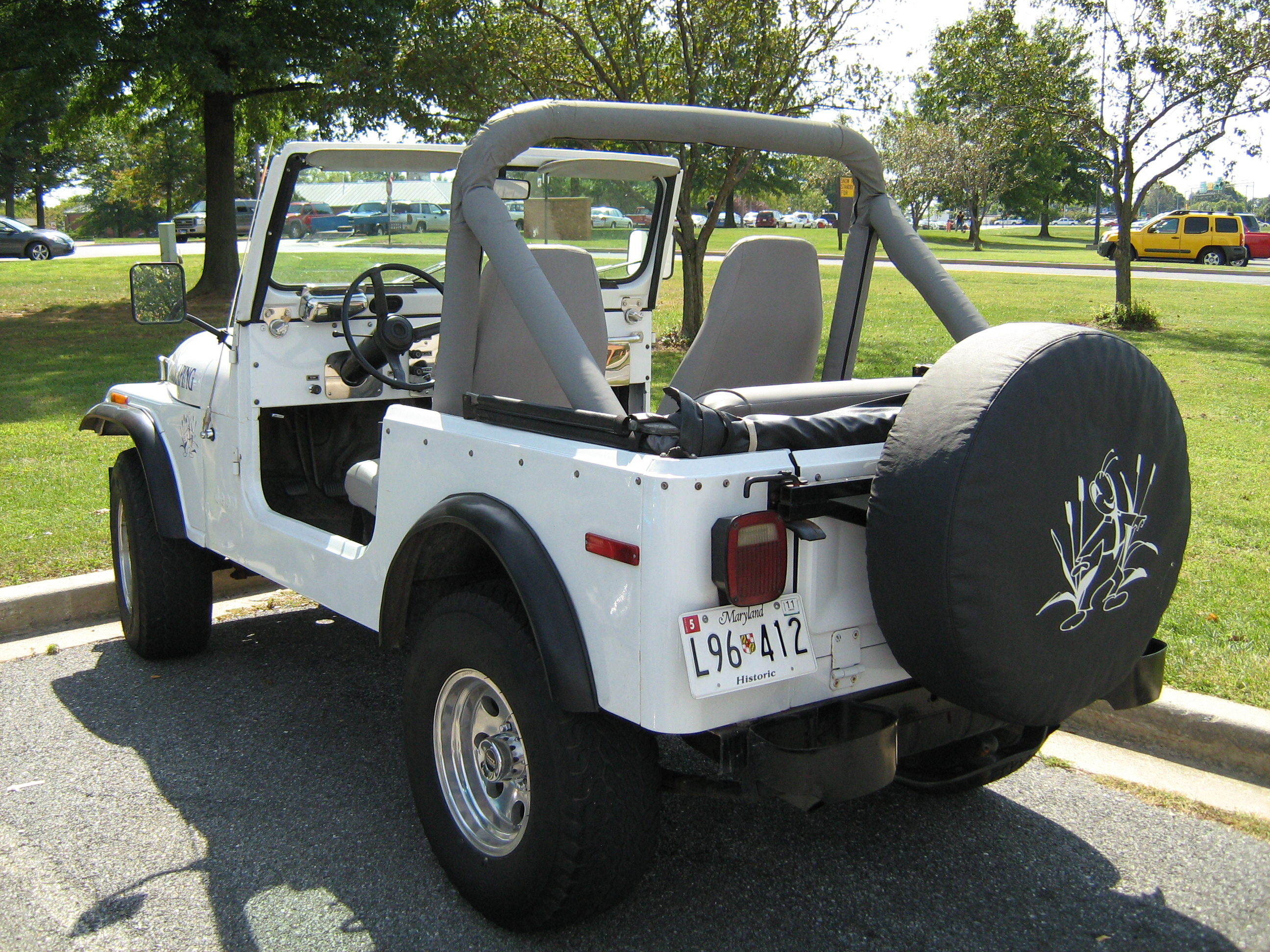
Ab 1985 Jeep CJ-7

Ebenfalls als Sonderausstattung waren ein Hardtop und Stahltüren erhältlich. Neben dem einfachen Standardmodell gab es vom CJ-7 unter anderem die Ausführung Renegade sowie die Golden-Eagle-Edition und ab 1980 das besser ausgestattete Laredo-Modell. Letzteres ist an seinen unterschiedlichen Emblemen zu erkennen; es hat aufwendigere Sitze, bei denen die Rückenlehne verstellt werden kann, ein verstellbares Lenkrad, Drehzahlmesser, eine Uhr und ein Chromausstattungspaket, das Stoßfänger, Kühlergrill und Spiegel umfasst. 1980 wurde der Laredo erstmals mit einer AMC 20-Hinterachse ausgestattet, bis er Mitte 1986 mit einer Dana 44 ausgerüstet wurde. Für einen sehr kurzen Zeitraum wurde 1980 die Edition Golden Hawk angeboten. Sie unterschied sich von den anderen Modellen u. a. durch golden lackierte Räder und Nebellampen sowie, durch an der Motorhaube, angeschraubte Symbole. Optional waren Scheibenbremsen vorn verfügbar, auch mit Bremskraftverstärker, eine 6-fach höhenverstellbare Lenksäule, Servolenkung und Klimaanlage. 1982 wurde die Jamboree-Edition u. a. mit speziellen Rädern und Leuchten am oberen Scheibenrahmen angeboten. Nur 630 Einheiten wurden produziert: 560 Topaz Gold Metallic und 70 Olympic White. Ebenfalls 1982 verbreitere Jeep die Spur des CJ-7 und des CJ-8 um 86 mm bzw. 117 mm.
Ab 1985 hatten die CJ-7- und CJ-8-Modelle Vordersitze mit hohen Rückenlehnen, in denen eine Kopfstütze integriert ist. Die Rückbank ist zusammen- und umklappbar.

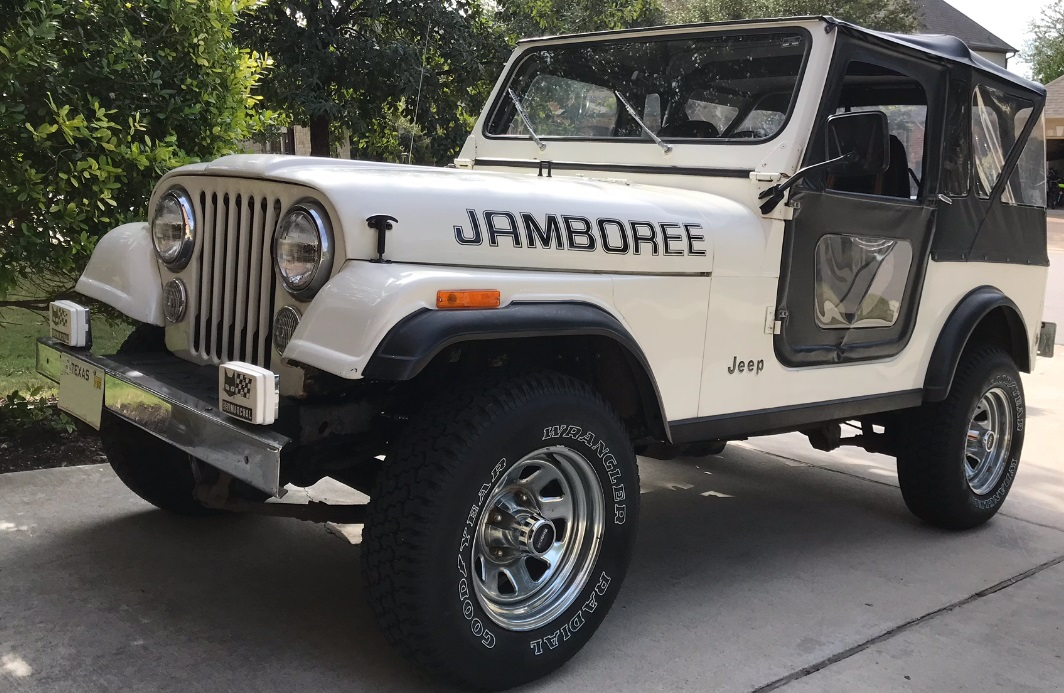
1982 CJ-7 Jamboree

### Technische Details
Aufstellung der verfügbaren Motoren und Getriebe, Kraftübertragung der verwendeten Achsen.
| Motoren | Getriebe | Kraftübertragung                             | Achsen                                                                                      |
| --- | --- | -------------------------------------------- | ------------------------------------------------------------------------------------------- |
| - Renault J5R (2,0 Liter) - Renault J8S-800 (2,1 Liter) Diesel - Isuzu C240 (2,4 Liter) Diesel - AMC 150 R4 (2,5 Liter) - AMC 258 R6 (4,2 Liter) - AMC 304 V8 (5,0 Liter) (bis 1981) | - Warner T-18 (4-Gang) - Warner T-150 (3-Gang) - Warner T-176 (4-Gang) - Warner T-4 (4-Gang) - Warner T-5 (5-Gang) - GM-Automatik TH400 | - Dana 20 (1976–1979) - Dana 300 (1980–1986) | - Dana 30 vorne (1976–1986) - Zweiteilige AMC 20 hinten (1976–1986) - Dana 44 hinten (1986) |

## CJ-8
Der CJ-8 Scrambler ist eine Pick-up-Version des CJ-7, die 1981 eingeführt wurde. Sie hat einen Radstand von 2626 mm und eine offene Ladefläche (ca. 1,50 m × 0,95 m). Das kurze Hardtop war Serie und kann analog zum CJ-7 abgenommen werden. In fünf Jahren wurden 27.792 Exemplare gebaut, bevor das Modell 1986 mit der Nummer 88 durch den gleich großen Comanche ersetzt wurde.
Der Jeep CJ-8 hat kein Quadra-Trac-System, sondern ein traditionelles Verteilergetriebe. Die meisten CJ-8 haben stattdessen die üblichen Antriebskomponenten mit von Hand anzuziehenden Radnaben vorne zur Einschaltung des Vierradantriebes. Die meisten CJ-8 haben ein Vier- oder Fünfgang-Getriebe mit Handschaltung, aber es gab auch eine dreistufige Automatik.
1982 verbreitere Jeep die Spur des CJ-7 und des CJ-8 um 86 mm bzw. 117 mm.
Für den Alaskan Postal Service wurde ein Scrambler mit durchgehendem Stahl-Hardtop gebaut, der mit Rechtslenkung und Automatikgetriebe ausgestattet war. Anstelle der Heckklappe hatte das Stahl-Hardtop eine Doppelflügeltür. Es wurden nur 230 Exemplare hergestellt und in den USA verkauft.
In Venezuela und Australien wurde er als CJ-8 Overlander verkauft, mit kleinen Unterschieden, wie z. B. den durchgehenden Heckfenstern beim Overlander. Die Stahl-Hardtops, die bei diesen Post-Scramblern und Overlanders verwendet wurden, sind als „World Cab“-Verdecke bekannt.

## CJ-10 und CJ-10A
Der CJ-10 ist ein Pick-up auf CJ-Basis. Angetrieben werden die Wagen von einem Vierzylinder-Reihenmotor GM Iron Duke mit 2474 cm³ Hubraum und einer Leistung von 82 PS (60 kW) oder einem Sechszylinder-Reihenmotor mit 4227 cm³ Hubraum und einer Leistung von 115 PS (85 kW). Alternativ gab es den SD33-Dieselmotor von Nissan – einen Sechszylinder-Reihenmotor mit 3,3 Liter Hubraum.
Er hat rechteckige Hauptscheinwerfer in den Kotflügeln und einen ungewöhnlichen Kühlergrill mit neun Stäben. Der CJ-10 wurde von 1982 bis 1985 hauptsächlich für den Export gefertigt.
Die United States Air Force beschaffte einige Exemplare als Flugzeugschlepper für das Rollfeld, welches CJ-10A genannt wurde und von dem etwa 2300 Stück von 1984 bis 1986 in Mexiko produziert wurden. Er hat als Bobtail-Konstruktion einen kürzeren Radstand mit einem gekürzten Heck und Hinterradantrieb. Trotzdem ist ein Verteilergetriebe (NP-208) mit Untersetzung vorhanden, der vordere Abtrieb ist blindgeflanscht.
Bei allen Modellen kam eine Dana-60-Hinterachse zum Einsatz. An Getrieben stand das 4-Gang-Schaltgetriebe T-176 oder eine Chrysler-Automatik TF 727 zur Auswahl.